# Shark 3D (moteur de jeu)
Pour les articles homonymes, voir Shark.
Shark 3D est un middleware créé par Spinor pour les ordinateurs, les jeux vidéo et les applications 3D temps réel.

## Description
Shark 3D est une suite comprenant un moteur de rendu 3D, un module de son, un moteur physique et un langage de script. Ces composants peuvent aussi être utilisés séparément. Le moteur de rendu 3D est le composant principal. Les applications développés peuvent uniquement faire appel à ce moteur de rendu.
Shark 3D est utilisable sur Windows et Linux pour des applications PC et sur des consoles comme la PlayStation 2, la Xbox ou la Xbox 360.[réf. souhaitée]

## Utilisation dans l'industrie
Quelques entreprises utilisant Shark 3D :
- Funcom pour le jeu vidéo Dreamfall[2].
- Siemens pour des applications industrielles[3]
- ARD/ZDF pour la diffusion[3].